# Jøder i Argentina
Historien om jøderne i Argentina går tilbage til begyndelsen af det 16. århundrede og tager sin begyndelse efter den jødiske udvisning fra Spanien. Sefardiske jøder flygtede fra forfølgelse og emigrerede med opdagelsesrejsende og kolonister for at bosætte sig i, hvad der nu er Argentina. Desuden var mange af de portugisiske handelsfolk i Vicekongedømmet i Río de la Plata jødiske. Et organiseret jødiske samfund udviklede sig ikke før 1810, men først efter at Argentina opnåede uafhængighed fra Spanien. Ved midten af århundredet begyndte jøder fra Frankrig og andre dele af Vesteuropa at flygte fra de sociale og økonomiske problemer og begyndte at bosætte sig i Argentina.
Sammensætningen af jøder i Argentina afspejler de senere indvandringsbølger: af den jødiske befolkning er 80% ashkenazi-jøder, mens sefardiske og Mizrahim er en minoritet. Argentina har den største jødiske befolkning iblandt landene i Latinamerika, selv om mange jøder forlod landet i 1970'erne og 1980'erne for at undslippe undertrykkelse fra den daværende militærjunta; de emigrerede til Israel, til de europæiske lande (især Spanien) og til Nordamerika.

## Tidlige historie
Nogle spanske conversos eller hemmelige jøder bosatte sig i Argentina under den spanske kolonitid (16.-19. århundrede), hvor de generelt blev assimilerede i den almindelige befolkning. Efter at have opnået Argentinas uafhængighed afskaffede nationalforsamlingen i 1813 officielt inkvisitionen. En anden bølge af jødisk indvandring begyndte i midten af det 19. århundrede i tiden med revolutioner i Europa, der skabte en omfattende social deroute. En stor del af den daværende store europæiske indvandringsbølge til Argentina kom fra Vesteuropa, især Frankrig.
I 1860 blev det første jødisk bryllup registreret i Buenos Aires. En Minjan blev organiseret af Yamim Noraim et par år senere, hvilket førte til oprettelsen af Congregacion Israelita de la República. I slutningen af det 19. århundrede flygtede ashkenazi-jøder fra fattigdom og pogromer i Rusland og Østeuropa bosatte sig i Argentina, tiltrukkede af den åbne dørs indvandringspolitik. Disse jøder blev kendt som rusos, "russere". I 1889 ankom 824 russiske jøder til Argentina med skibet SS Weser og blev gauchos (argentinske cowboys). De købte jord og etablerede en koloni ved navn Moiseville. Som følge af alvorlige økonomiske vanskeligheder søgte de hjælp hos den franske jødiske filantrop baron Maurice de Hirsch, som grundlagde den Jødiske Colonization Association (JCA eller ICA, Yiddish ייִק"אַ). I sin storhedstid ejede foreningen mere end 600.000 hektar jord, befolket af mere end 200.000 jøder. Mellem 1906 og 1912 emigrerede 13.000 jøder til Argentina hvert år, hovedsageligt fra Europa, men også fra Marokko og det Osmanniske Rige. I 1920 boede mere end 150.000 jøder i Argentina.

### Landbrugsbosættelser
Efter hans søns og arvings død helligede Baron Maurice de Hirsch sig jødisk filantropi og lindre jødisk lidelse i Østeuropa. Han udviklede en plan om at bringe jøder til Argentina som selvstændige landbrugsbosættere. Denne plan passede med Argentinas kampagne for at tiltrække flere indvandrere. Forfatningen af 1853 garanterede religionsfrihed, og landet havde store, ubeboede landreserver. Under præsident Domingo F. Sarmiento blev en politik for masseindvandring fremmet, der gav nødhjælp til flygtninge, der flygtede fra de voldsomme pogromer i det russiske imperium i 1881.
Jødiske landbrugsbosættelser blev etablerede i provinserne Buenos Aires (Colonia Lapin, Rivera), Entre Ríos (Basavilbaso, San Gregorio, Villa Domínguez, Carmel, Ingeniero Sajaroff, Villa Clara og Villaguay) og Santa Fe (Moisés Ville). Den nationale folketælling i 1895 registrerede, at af de 6.085 personer, der blev identificerede som jødiske, boede i Entre Ríos 3.880 (ca. 64%).
Trods antisemitisme og stigende fremmedhad blev jøder involverede i de fleste sektorer af argentinske samfund. Mange bosatte sig i byerne, især i Buenos Aires. Da de blev forhindrede i at få stillinger i regeringen eller militæret, blev mange landmænd, kræmmere, håndværkere og handlende.
Indvandringen i mellemkrigstiden og under 2. verdenskrig var:
| År   | antal  | År   | antal | År   | antal |
| ---- | ------ | ---- | ----- | ---- | ----- |
| 1919 | 280    | 1928 | 6.812 | 1937 | 4.178 |
| 1920 | 2.071  | 1929 | 5.986 | 1938 | 1.050 |
| 1921 | 4.095  | 1930 | 7.805 | 1939 | 4.300 |
| 1922 | 7.198  | 1931 | 3.692 | 1940 | 1.850 |
| 1923 | 13.701 | 1932 | 2.755 | 1941 | 2.200 |
| 1924 | 7.799  | 1933 | 1.962 | 1942 | 1.318 |
| 1925 | 6.920  | 1934 | 2.215 | 1943 | 524   |
| 1926 | 7.534  | 1935 | 3.159 | 1944 | 384   |
| 1927 | 5.584  | 1936 | 4.261 | 1945 | 728   |

kilder:
 American Jewish Year Book 1933-1934, s. 264 (Table XXV) - indtil 1930
American Jewish Year Book 1946-1947, s. 616 (Table 14) - 1931-1945
Mellem 1901 og 1945 indvandrede i alt 208.678 jøder til Argentina.

### Buenos Aires jødiske samfund
Buenos Aires jødiske samfund blev etableret i 1862 og holdt sit første traditionelle jødiske bryllup i 1868. Den første synagoge blev indviet i 1875. Ashkenazi-jøder fra Østeuropa, der bosatte sig i Argentina, blev kaldt rusos (russerne) af den lokale befolkning.
I januar 1919 indtrådte i Buenos Aires en generalstrejke, og under denne anstiftede politiet pogromer målrettede mod jøder og som ødelagde deres ejendom. I strejkens kølvand oprettedes civile vagtværnsbander (Den argentinske Patriotiske League) der gik efter såkaldte agitatorer (agitadores) og dræbte eller sårede snesevis af ofre, herunder mange russiske jøder, der var falsk anklaget for at stå bag en kommunistisk sammensværgelse.
Europæiske jøder fortsatte med at emigrere til Argentina, herunder under den store depression i 1930'erne, og for at undslippe stigende nazistisk forfølgelse. I 1939 var halvdelen af ejere og arbejdere i små fabrikker udlændinge, mange af dem nyankomne jødiske flygtninge fra Centraleuropa.
Jødiske kulturelle og religiøse organisationer blomstrede i byerne; en jiddisch presse og et teater åbnede i Buenos Aires, desuden et jødisk hospital og en række zionistiske organisationer. Zwi Migdal-organisation oprettet i 1860'erne i Buenos Aires drev et internationalt netværk af alfonser, der udnyttede jødiske piger fra Østeuropa.

## 2. Verdenskrig og Perónisme
Argentina holdt dørene åbne for jødisk indvandring frem til 1938, da Adolf Hitler og nazisterne i Tyskland begyndte at foretage flere aktioner mod jøder, og spændingerne steg i hele Europa som forberedelse til krig. Regeringen indførte nye regler om indvandring: de blev indskrænkede på et tidspunkt med stigende forfølgelse af jøder og udbruddet af 2. Verdenskrig, da jøderne søgte et sikkert tilflugtssted fra nazisterne.
Juan Peróns magtovertagelse i 1946 i Argentina efter krigen bekymrede mange jøder i landet. Som krigsminister havde han underskrevet Argentinas krigserklæring mod aksemagterne, men som nationalist havde han tidligere udtrykt sympati for dem. Han var kendt for at beundre den italienske fascistiske leder Benito Mussolini. Peron introducerede katolsk religionsundervisning i argentinske, offentlige skoler; han tillod nazisterne at flygte fra retsforfølgelse i Tyskland og emigrere til landet. Perón udtrykte også sympati for jødiske rettigheder, og i 1949 etablerede han diplomatiske forbindelser med Israel. Peróns regering var den første i Argentina, der tillod de jødiske borgere at tage officielle embeder.

## Antisemitisme
Perón blev styrtet i 1955, og under den efterfølgende uro udløses en bølge af antisemitisme. Siden da er mere end 45.000 jøder udvandrede til Israel fra Argentina. Andre har migreret til Europa og andre destinationer. I 1950'erne og 1960'erne begyndte Tacuara nationalistiske bevægelse, en fascistisk organisation med politiske bånd, en række antisemitiske kampagner. De opfordrede til gadekampe mod jøder og begik hærværk mod synagoger og jødiske kirkegårde.
Mellem 1976 og 1983 blev Argentina regeret af en militærjunta, der undertrykte mange og utallige ofre "forsvandt". I denne periode var jøder et oplagt mål for den militære regering, delvist på grund af den nazistiske ideologi, der gennemsyrede militæret med nogle generaler værende besatte af "jødespørgsmålet". Nogle dele af den militære regering troede på 'Andinia-planen", en fiktiv israelsk sammensværgelse om at overtage en del af Patagonien-regionen og etablere en anden jødisk stat der. Nogle jødiske fanger blev endda forhørt om deres kendskab til Andinia-planen og blev bedt om at give oplysninger om de israelske militære forberedelser til en invasion af det sydlige Argentina. I perioden med militært styre blev folk, der var imod regeringen, arresteret, fængslet og ofte "forsvundet". De blev udsat for tortur og henrettelse, og jødiske ofre blev udsat for særlig hård behandling. Antallet af jødiske ofre kan have været så højt som 3.000 på trods af, at de udgjorde mindre end 1% af befolkningen, og jøderne udgjorde omkring 12% af ofrene for det militære regime. En jøde, Jacobo Timerman, der var journalist, og som i vid udstrækning dækkede statslige grusomheder under styret, blev den mest berømte politiske fange efter hans arrestation og fængsling. Timerman blev til sidst løsladt, hovedsagelig som et resultat af amerikansk og israelsk diplomatisk pres, og blev udvist fra Argentina. Han boede i Israel, indtil juntaen faldt.
Israel havde en særlig aftale med den argentinske, militære regering til at tillade jøder arresterede for politiske forbrydelser at emigrere til Israel i henhold til en argentinsk lov, der tillod argentinske borgere i fængsel at emigrere, hvis et andet land var villig til at tage imod dem. Israelske diplomater i Argentina hjalp med at organisere emigration af jødiske dissidenter, som var blevet arresterede. Dette omfattede venstreorienterede aktivister, hvis anholdelser havde haft noget at gøre med deres jødiske oprindelse. Foruden den officielle israelske regerings bestræbelser på at sikre frigivelsen og udvandring af fængslede jøder foretog også mange af den israelske ambassades personale en omfattende uafhængig indsats for at redde jødiske fanger. Antallet af argentinske jøder, der emigrerede til Israel, steg kraftigt i hele perioden under juntaen. Nogle jøder emigrerede også til Spanien. Amerikansk-jødiske organisationer begyndte at forberede en massiv udvandring af argentinske jøder. Det hebraiske Immigrant Aid Society sikrede et løfte fra regeringen i Brasilien om at give midlertidig asyl til de 350.000 jøder i Argentina, hvis det blev nødvendigt, og i 1976 lovede det amerikanske udenrigsministerium Rabbi Alexander Schindler fra Unionen af amerikanske hebraiske Menigheder, at det ville udstede 100.000 visa til argentinsk-jødiske flygtninge, hvis det blev nødvendigt.
Under Falklandskrigen i 1982 tjente omkring 250 jødiske soldater på Falklandsøerne og strategiske punkter i Patagonien. Under deres tjeneste blev de udsat for antisemitiske angreb fra officerers side. Den argentinske regering tillod fem rabbinere at besøge dem: disse var de eneste feltpræster, der fik tilladelse til at ledsage den argentinske hær under konflikten og var de eneste ikke-katolske feltpræster nogensinde, der fik lov til at tjene i hæren. Ifølge forfatteren Hernán Dobry fik rabbinerne tilladelse til at besøge jødiske soldater, fordi Argentina købt våben fra Israel og ønskede ikke at risikere forholdet "af hensyn til fem rabbinere".

## Tilbage til demokratiske tilstande
I 1983 blev Raúl Alfonsín demokratisk valgt som præsident for Argentina. Alfonsín nød støtte af den jødiske befolkning og udnævnte mange jøder i høje stillinger.

### Under Carlos Saul Menem
Da Carlos Saul Menem blev valgt til præsident i 1989, bekymrede hans arabisk oprindelse og tidligere støtte til Perón jøderne, men han viste sig at være en mere tolerant leder. Menem udnævnt mange jøder til hans regering, besøgte Israel et antal gange, og tilbød at hjælpe og mægle den israelsk-arabiske fredsproces. Efter, at en jødisk kirkegård var blevet vanhelliget i Buenos Aires, udtrykte Menem straks sin harme her over til det jødiske samfund. Inden for en uge havde hans regering pågrebet de ansvarlige. Præsident Menem beordrede også frigivelse af sagerne vedrørende Argentinas rolle i at tjene som et tilflugtssted for nazistiske krigsforbrydere. I 1988 den argentinske parlament vedtaget en lov mod racisme og antisemitisme.

### Terrorangreb mod jøder i Argentina
I 1990'erne dræbte og sårede to store terrorangreb i Argentina adskillige jøder. De er ikke blevet opklarede. I marts 1992 blev den israelske ambassade bombet og 29 mennesker blev dræbt. Dette afspejlede internationale spændinger mellem Israel og araberne, herunder palæstinenserne.
I juli 1994 blev det jødiske samfund center (AMIA) i Buenos Aires bombet, 85 mennesker blev dræbt og mere end 200 såret. Fællesskabets arkiver blev delvis ødelagt i bombningen. I 2005 sagde en argentinsk anklager, at AMIA-bombningen blev udført af en 21-årig libanesisk selvmordsbombemand, der tilhørte Hizbollah. I 2006 tiltalte Argentinas retsvæsen syv højtstående tidligere iranske embedsmænd og et højtstående Hizbollah-medlem blev anklaget for at deltage i planlægningen og udførelsen af AMIA bombardementerne. I 2007 udsendte Interpol en "rød note" med krav om at fange de iranske flygtninge. Siden da har den argentinske regering anmodet om, at Iran udleverer de iranske borgere anklagede for angrebet for at blive retsforfulgt ved en argentinsk eller en udenlandsk domstol, men Iran har nægtet.
Det er blevet hævdet, at der er en voksende antisemitisme i Argentina. Under den økonomiske krise i 1999-2002 udvandrede cirka 4.400 argentinske jøder til Israel. Efter det økonomiske opsving 2003 og efterfølgende vækst er den argentinske udvandring til Israel fladet ud og nogle, der havde forladt landet for at drage til Israel, vendte tilbage til Argentina. I alt omkring 10.000 argentinske jøder emigrerede til Israel i løbet af 2000'erne. På grund af den økonomiske situation blev adskillige jødiske institutioner såsom skoler, community centre, klubber og menigheder sammenlagt.

## I dag
I dag bor der cirka 181.500 jøder i Argentina, hvilket er en nedgang fra 310.000 i begyndelsen af 1960'erne. De fleste af Argentinas jøder bor i Buenos Aires, Córdoba og Rosario. Argentinas jødiske befolkning regnes som den største i Latinamerika og den tredjestørste i Amerika (efter USA og Canada). Det er den syvendestørste i verden. Regeringen har anerkendt de store jødiske helligdage, der tillader jøder at have to dages ferie hver for Rosh Hashanah, Yom Kippur samt de to første og sidste to dage af påsken.